# Vlag van Perwijs
De vlag van Perwijs is op onbekende datum bij raadsbesluit vastgesteld als de vlag van de Waals-Brabantse gemeente Perwijs. De vlag kan als volgt worden beschreven:
Geel met drie rode jachthoorns geplaatst 2 en 1.
De vlag is gelijk aan het wapen van de graven van Horn, heren van Perwez, zoals weergegeven in Zangrius' Jardin d'armoiries du Brabant (1626). Dit gemeentevlag is identiek aan de vlag van Kinrooi.

Het wapen van het Huis Horne
Vlag van Kinrooi